# Yngve Kristensson
Adolf Yngve Samuel Kristensson, född 24 augusti 1900 i Osby församling i dåvarande Kristianstads län, död 24 december 1997 i Morups församling i Hallands län, var en svensk jurist.
Yngve Kristensson avlade filosofie kandidatexamen vid Lunds universitet 1920 och juris kandidatexamen 1926, varefter han blev notarie vid filosofiska fakulteten i Lund 1929, assessor i hovrätten över Skåne och Blekinge 1934, tillförordnad revisionssekreterare 1937 och hovrättsråd 1939. Han var häradshövding i Kalix domsaga 1940–1947, lagman i hovrätten för Övre Norrland 1948–1956 och borgmästare i Stockholm 1956–1967.
Utöver detta hade Yngve Kristensson en mängd uppdrag som styrelseordförande i Tornedalens rättshjälpsanstalt 1947–1956, Västerbottens läns krets och Umeå lokalavdelning av Föreningen Norden och systemaktiebolaget i Umeå 1948–1956, civilförsvarsnämnden 1950–1956, vice ordförande i kulturnämnden i Umeå 1951–1956, inspektor för folkskollärarseminariet i Umeå 1948–1956, ordförande i Stockholms rådhusrätts domarförening 1956–1967, Föreningen Norden 1957–1970, Stockholms FN-förening 1957–1962, stiftelsen Stockholms Teologiska Institut 1958, Föreningen Nordens Institut Biskops-Arnö 1961, Stockholms internationella studenthem 1961, 1955 års domarutredning, trafikmålskommittén 1961, 1968 års brottmålsutredning, Föreningen Nordens förbund 1969–1970, styrelseledamot i Stockholms stadsmission 1956–1971, Svensk-norska samarbetsfonden 1958–1974, Svensk-danska kulturfonden 1958–1972, Cancerföreningen i Stockholm 1959–1971 och Svenska jurister mot kärnvapen 1983–1991.
Han utnämndes 1963 till hedersledamot i Kristianstads nation i Lund.
Yngve Kristensson var från 1934 till sin död gift med Elisabet Tomek (1909–2012) som var född i Österrike.